# Odette Bergoffen
Pour les articles homonymes, voir Bergoffen.
Odette Marie-Louise Bergoffen née Blanchet le 19 octobre 1924 à Vernoil-le-Fourrier dans le département de Maine-et-Loire, est une résistante française, nommée Juste parmi les nations en 1994, pour le sauvetage de Jean-Claude Moscovici, de sa sœur Liliane Moscovici et de leur mère Louise Moscovici.

## Biographie

### Enfance
Odette Blanchet naît le 19 octobre 1924 à Vernoil-le-Fourrier dans le département de Maine-et-Loire,, fille unique d'Eugène et Marie-Louise. Dès l'âge de 14 ans, elle travaille à la ferme. Dans les années trente, elle fait la connaissance de la famille Moscovici. Le père, Ephraïm, est un jeune médecin qui s'occupe du grand- père d'Odette. Les deux familles restent proches après le décès du grand-père d'Odette.

### La Résistance
Odette Blanchet, dite "Michèle", est agent de liaison à Libération-Nord dans le secteur de Tours. Elle a le grade de sergent, mention visible sur le document que lui a adressé Charles de Gaulle le 1er septembre 1945.

### Le sauvetage des Moscovici
Odette Blanchet aide Louise Moscovici, le 2 septembre 1942, elle vient la chercher, elles partent à bicyclette vers une gare voisine et de là, par le train, gagnent Tours en Indre-et-Loire, à une centaine de kilomètres à l'est de Vernoil-le-Fourrier. Le plan est de laisser Louise Moscovici chez une connaissance, mais cette personne vient d'être arrêtée. Odette conduit alors Louise Moscovici chez sa tante, qui habite aux environs de Tours. Elle contacte Jean Meunier, un des chefs de la Résistance, qui a, à Angers, une imprimerie "recyclée" dans l'impression de fausses pièces d'identité. Il fournit à Louise Moscovici des papiers qui lui permettent de passer en zone sud.
Environ deux mois plus tard, les enfants de Louise Moscovici, Jean-Claude Moscovici et Liliane Moscovici sont arrêtés, internés dans une prison d'Angers puis envoyés au camp de Drancy.
Ce serait Michel Moscovici (le frère de Louise Moscovici) qui donne à Drancy, le message à son neveu, Jean-Claude Moscovici, et à sa nièce, Liliane Moscovici, où figure l’adresse d’amis qui assurent leur libération.
Les enfants sont remis en liberté et transférés dans un home tenu par l'Union générale des israélites de France. L'établissement est connu des autorités, donc peu sûr.
Odette Blanchet "kidnappe" les petits et les conduit en lieu sûr à Tours, sauvant leurs vies. Elle reste avec eux dans leur cachette, en dépit des risques énormes qu'elle court, jusqu'en janvier 1943.
Elle part alors chercher Louise Moscovici et la ramène à Tours auprès de ses enfants. Pendant les derniers mois de l'Occupation, Odette Blanchet vit avec les trois Moscovici chez son oncle et sa tante au village de Morannes. Jean Meunier leur fournit des faux papiers et des cartes d'alimentation. La famille rentre à Vernoil-le-Fourrier en mars 1945.

### Famille
Le 26 février 1946, elle épouse Léo Bergoffen, ancien déporté d'Auschwitz, et ils s'installent à Avrillé en Maine-et-Loire en 1962.  Ils ont un fils, Jacques.

## Juste parmi les nations
En 1994, Odette Blanchet devenue Odette Bergoffen est nommée Juste parmi les nations par Yad Vashem à Jérusalem en Israël.

## Distinctions
Odette Bergoffen est nommée chevalier de l'ordre national de la Légion d'honneur, au titre du Premier ministre, décret du 31 décembre 2006. Puis, promue au grade d'officier de l'ordre national de la Légion d'honneur, au titre du Premier ministre, décret du 15 janvier 2025.